# 埃拉峰 (阿爾布拉山脈)
46°36′07″N 9°42′28″E / 46.60194°N 9.70778°E

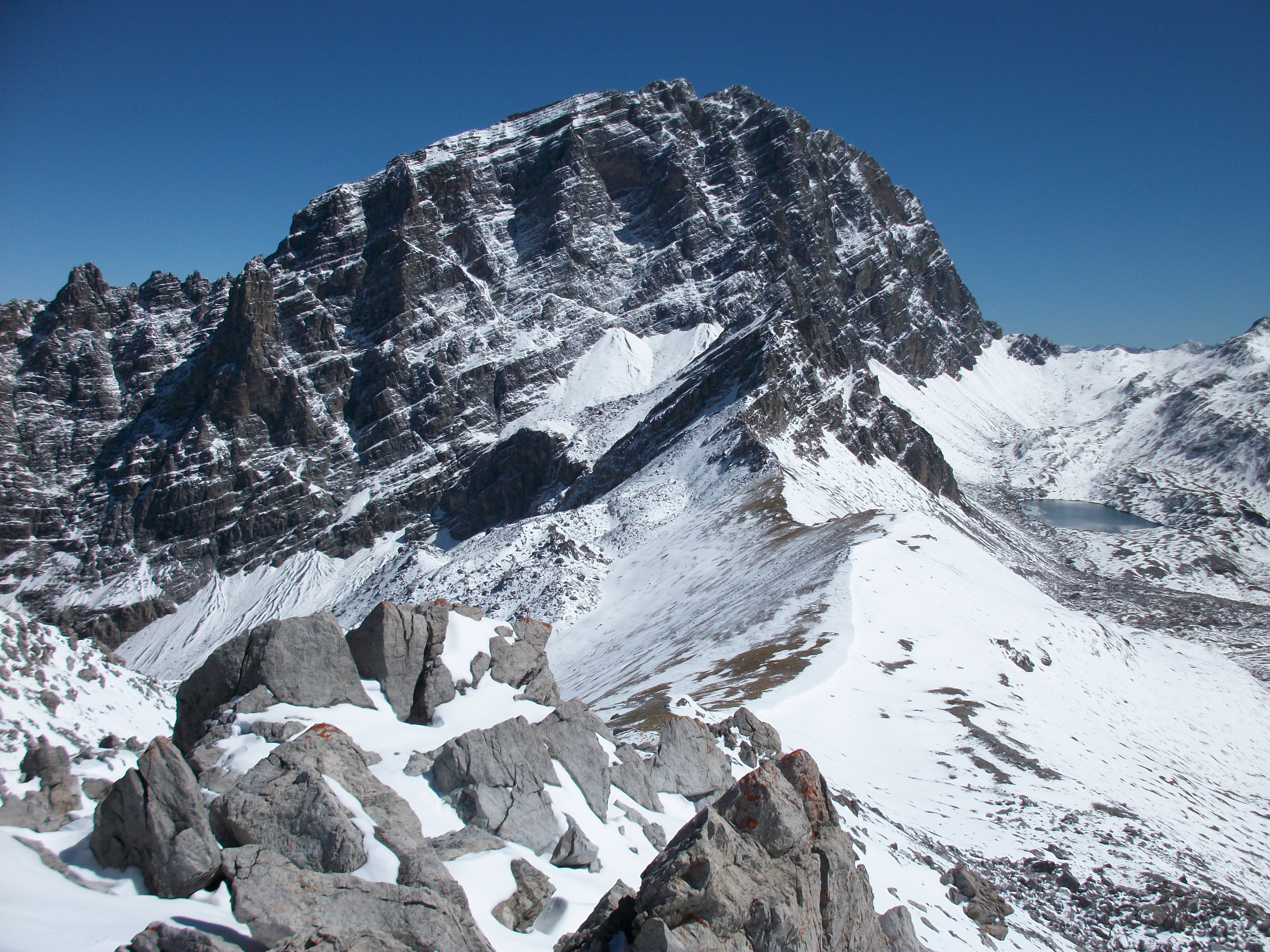

埃拉峰（Piz Ela），是瑞士的山峰，位於該國東南部，由格勞賓登州負責管轄，屬於阿爾布拉山脈的一部分，海拔高度3,339米，每年平均降雨量1,729毫米。